# Međurečje, Kraljevo
Međurečje (izvirno srbsko Међуречје) je naselje v Srbiji, ki upravno spada pod Občino Kraljevo; slednja pa je del Raškega upravnega okraja.

## Demografija
V naselju živi 78 polnoletnih prebivalcev, pri čemer je njihova povprečna starost 40,8 let (41,3 pri moških in 40,2 pri ženskah). Naselje ima 30 gospodinjstev, pri čemer je povprečno število članov na gospodinjstvo 3,27.
To naselje je popolnoma srbsko (glede na rezultate popisa iz leta 2002).
|  |

| Demografija | Demografija     | Demografija     |
| Leto        | Št. prebivalcev | Št. prebivalcev |
| ----------- | --------------- | --------------- |
|             |                 |                 |
|             |                 |                 |
|             |                 |                 |
|             |                 |                 |
| 1948        | 148             |                 |
| 1953        | 170             |                 |
| 1961        | 178             |                 |
| 1971        | 165             |                 |
| 1981        | 140             |                 |
| 1991        | 103             | 103             |
| 2002        | 98              | 98              |
|             |                 |                 |

| Etnična sestava po popisu iz leta 2002 | Etnična sestava po popisu iz leta 2002 | Etnična sestava po popisu iz leta 2002 | Etnična sestava po popisu iz leta 2002 | Etnična sestava po popisu iz leta 2002 |
| -------------------------------------- | -------------------------------------- | -------------------------------------- | -------------------------------------- | -------------------------------------- |
| Srbi                                   | Srbi                                   |                                        | 98                                     | 100,0%                                 |
| Neznano                                | Neznano                                |                                        | 0                                      | 0,0%                                   |